# Edith Maxwell
Pour les articles homonymes, voir Maxwell.
Edith Maxwell, née en 1952, est une romancière américaine, auteure de roman policier historique.

## Œuvre

### Romans

#### SérieCameron Flaherty
- A Tine To Live, a Tine To Die (2013)
- ’Til Dirt Do Us Part (2014)
- Farmed and Dangerous (2015)
- Murder Most Fowl (2016)
- Mulch Ado about Murder (2017)

#### SérieRose Carroll
- Delivering the Truth (2016)
- Called to Justice (2017)
- Turning the Tide (2018)
- Charity’s Burden (2019)
- Judge Thee Not (2019)
- Taken Too Soon (2020)

### Novellas
- Reduction in Force (2012)
- Yatsuhashi for Lance (2013)
- Just Desserts for Johnny (2014)
- An Idea for Murder (2014)
- Fire in Carriagetown (2014)
- The Importance of Blood (2014)

### Romans signés Tace Baker

#### SérieLauren Rousseau
- Speaking of Murder (2013)
- Bluffing Is Murder (2014)

### Romans signés Maddie Day

#### SérieRobbie Jordan
- Flipped for Murder (2015)
- Grilled for Murder (2016)
- When the Grits Hit the Fan (2017)
- Biscuits and Slashed Browns (2018)
- Death Over Easy (2018)
- Strangled Eggs and Ham (2019)
- Nacho Average Murder (2020)
- Candy Slain Murder (2020)

#### SérieMackenzie Almeida
- Murder on Cape Cod (2018)

## Prix et distinctions

### Prix
- Prix Agatha 2019 du meilleur roman policier historique pour Charity’s Burden[1]

### Nominations
- Prix Agatha 2016 du meilleur roman policier historique pour Delivering the Truth[1]
- Prix Macavity 2016 du meilleur roman policier historique pour Delivering the Truth[2]
- Prix Agatha 2017 du meilleur roman policier historique pour Called to Justice[1]
- Prix Agatha 2018 du meilleur roman policier historique pour Turning the Tide[1]
- Prix Sue Feder 2020 du meilleur roman policier historique pour Delivering the Truth[2]
- Prix Agatha 2020 du meilleur roman policier historique pour Taken Too Soon[1]